# Antonio Moyano
Antonio Moyano Reina (Puente Genil, España, 1 de marzo de 1928 - San José, Costa Rica, 9 de marzo de 2010) fue un futbolista profesional y entrenador español.

## Trayectoria como jugador
Inició su carrera profesional con el Atlético de Zamora de la Segunda División B de España. En 1949 se vincularía al Atlético de Madrid, sin embargo sería cedido a préstamo ese mismo año al Real Zaragoza de la Segunda División de España, club con el que se mantendría por dos temporadas, logrando el subcampeonato el año de su llegada. Posteriormente pasaría a militar con el Xerez Club Deportivo de Segunda División. También formaría parte de equipos como Unión Deportiva Melilla y Úbeda Club de Fútbol de la Segunda División B de España. Se retira del fútbol profesional en 1970, aquejado de una lesión en la rodilla.

## Trayectoria como entrenador
Su primer paso como director técnico lo tuvo en 1970 con la Selección de fútbol de Panamá. En 1972 pasó a dirigir al Club Sport Herediano, equipo con el que estaría vinculado en los periodos 1972-1974, 1984-1986 y 1987-1989; logrando el título de campeón en la temporada de 1987, así como el subcampeonato en 1988. Posteriormente dirigiría a la Asociación Deportiva Limonense en 1974-1977 y 1990, al Municipal Puntarenas en 1977-1980 (logrando el subcampeonato en la temporada de 1978), a la Asociación Deportiva San Carlos en 1980-1984, a la Asociación Deportiva Guanacasteca en 1986 (logrando campeonato de la Segunda División de Costa Rica de 1986), al Club Sport Herediano (ganando el campeonato de Primera División en 1987 y la Copa Camel de 1988) y a la Asociación Deportiva Municipal Turrialba 1990 (logrando campeonato de la Segunda División de Costa Rica de 1990). Desde el 2003 se mantenía relacionado con la asesoría técnica, primero con la Asociación Deportiva Guanacasteca y posteriormente con el Brujas Fútbol Club. 
Dirigió a la Selección de fútbol de Costa Rica en los periodos 1980-1984, 1989 y 1991-1992, donde logró la clasificación y participación en los Juegos Olímpicos de Moscú 1980 y en los Juegos Olímpicos de Los Ángeles 1984. Dirigió un total de 72 partidos obteniendo un rendimiento de 28 victorias, 22 empates y 22 derrotas.

## Clubes

### Como jugador
| Club                    | País   | Año |
| ----------------------- | ------ | --- |
| Atlético de Zamora      | España |     |
| Atlético de Madrid      | España |     |
| Real Zaragoza           | España |     |
| Xerez Club Deportivo    | España |     |
| Unión Deportiva Melilla | España |     |
| Úbeda Club de Fútbol    | España |     |

### Como técnico
| Club                              | País       | Año              |
| --------------------------------- | ---------- | ---------------- |
| Club Sport Herediano              | Costa Rica | 1972 - 1974      |
| Asociación Deportiva Limonense    | Costa Rica | 1974 - 1977      |
| Municipal Puntarenas              | Costa Rica | 1977 - 1980      |
| Selección de fútbol de Costa Rica | Costa Rica | 1979 - 1980      |
| Asociación Deportiva San Carlos   | Costa Rica | 1980 - 1984      |
| Selección de fútbol de Costa Rica | Costa Rica | 1983 - 1984/1985 |
| Club Sport Herediano              | Costa Rica | 1984 - 1986      |
| A.D.Guanacasteca                  | Costa Rica | 1986             |
| Club Sport Herediano              | Costa Rica | 1987 - 1989      |
| Selección de fútbol de Costa Rica | Costa Rica | 1989             |
| Asociación Deportiva Limonense    | Costa Rica | 1990             |
| A.D. Municipal Turrialba          | Costa Rica | 1990             |
| Selección de fútbol de Costa Rica | Costa Rica | 1994             |

## Palmarés

### Como técnico
| Título           | Club                     | Año  |
| ---------------- | ------------------------ | ---- |
| Segunda División | A.D.Guanacasteca         | 1986 |
| Primera División | Club Sport Herediano     | 1987 |
| Segunda División | A.D. Municipal Turrialba | 1990 |

Títulos internacionales
| Título                                | Equipo                  | País          | Año  |
| ------------------------------------- | ----------------------- | ------------- | ---- |
| Campeonato de Naciones de la Concacaf | Selección de Costa Rica | Centroamérica | 1989 |